# Greta Ericson
Johanna Margareta "Greta" Ericson, född 28 november 1914 i Gävle, död 1 juni 2006 i Falun, var en svensk skådespelare.
Ericson växte upp i Dala Fäggeby och genomgick åttaårigt flickläroverk i Falun. 1934 sökte hon till och kom in vid Dramatens elevskola. Hon gick där till 1936 och engagerades därefter vid Vasateatern i Stockholm hos Per Lindberg och Martha Lundholm. Hon filmdebuterade 1936 i Gustaf Molanders Familjens hemlighet och året efter fick hon en av sina största filmroller som Margit i Weyler Hildebrands Pensionat Paradiset. Filmen som helhet blev nedskriven i media, men Ericson lovordades för sin insats. Hon gjorde sammanlagt sju filmroller under 1930-talet och spåddes en lång och lysande filmkarriär, men valde i stället att satsa på familjelivet. Under 1940-talet uteblev därför filmrollerna och den sista filmen hon medverkade i var 1952 års Kronans glada gossar, vilket var en så kallad klippfilm (den var sammansatt av klipp från tidigare filmer).
Efter filmkarriären var hon i början av 1950-talet med och bildade en teatergrupp i Falun som kom att vara verksam i nära två decennier. Hon ledde även en barnteatergrupp under många år. Hon medverkade 1971 i Rune Lindströms TV-version av Gustaf Vasas äventyr i Dalarna. Ericson var under flera år också engagerad av länsbiblioteket med att läsa in taltidningen Talpilen. Hon sysslade också med diktläsning i olika sammanhang, bland annat i Hosjö kyrka där hon brukade läsa ackompanjerad av musik.
Ericson var från 1939 gift med industridirektören Olle Herdin (1914–1994). Paret bodde i en villa på Skutudden, vilken eldhärjades 2001. Efter branden lät Ericson bygga upp huset på nytt. Hon avled den 1 juni 2006 på Falu lasarett efter en tids sjukdom. Paret är begravda på Hästbergs kyrkogård i Falun.

## Filmografi
- 1936 – Familjens hemlighet
- 1937 – Pensionat Paradiset
- 1937 – Röda triangeln
- 1937 – Skicka hem Nr. 7
- 1938 – Sol över Sverige
- 1938 – Herr Husassistenten
- 1939 – I dag börjar livet
- 1952 – Kronans glada gossar
- 1971 – Gustaf Vasas äventyr i Dalarna

## Teater

### Roller (ej komplett)
| År   | Roll | Produktion                                                       | Regi       | Teater      |
| ---- | ---- | ---------------------------------------------------------------- | ---------- | ----------- |
| 1937 |      | Axel i sjunde himlen Paul Morgan, Hans Schütz och Ralph Benatzky | Max Hansen | Vasateatern |